# Wyspy Gilberta i Lagunowe
Wyspy Gilberta i Lagunowe (ang. Gilbert and Ellice Islands) – kolonia brytyjska istniejąca od 12 stycznia 1916 roku do 12 lipca 1979 roku. Obejmująca kilka archipelagów Polinezji: Wyspy Gilberta, Wyspy Ellice, Banaba, Feniks i Line Islands. W roku 1976 podzielona została na dwie części: Wyspy Gilberta oraz Wyspy Lagunowe. Uzyskały one wkrótce niepodległość jako Kiribati (1979) i Tuvalu (1978).